# José Augusto Torres
José Augusto Costa Sénica Torres, OM (8 de setembre de 1938 - 3 de setembre de 2010) fou un futbolista portuguès de la dècada de 1960 i entrenador.
Era conegut com a O Bom Gigante (el bon gegant),
Fou 33 cops internacional amb la selecció portuguesa amb la qual participà en la Copa del Món de futbol de 1966.
Pel que fa a clubs, defensà els colors de SL Benfica i Vitória de Setúbal.
Va jugar com a titular la final de la Copa d'Europa de 1963, que el Benfica va perdre contra l'AC Milan per 2 a 1 a l'estadi de Wembley a Londres, una derrota que va trencar una ratxa consecutiva de dues victòries portugueses a la Copa d'Europa, i que representà també la primera victòria italiana en la competició. També va jugar com a titular la final de la Copa d'Europa de 1965, que el Benfica va perdre contra l'Inter de Milà per 0 a 1 a San Siro, la segona victòria consecutiva de l'Inter en la competició.

## Palmarès
Benfica
- Primeira Liga: 1959-60, 1960-61, 1962-63, 1963-64, 1964-65, 1966-67, 1967-68, 1968-69, 1970-71
- Taça de Portugal: 1961-62, 1963-64, 1968-69, 1969-70

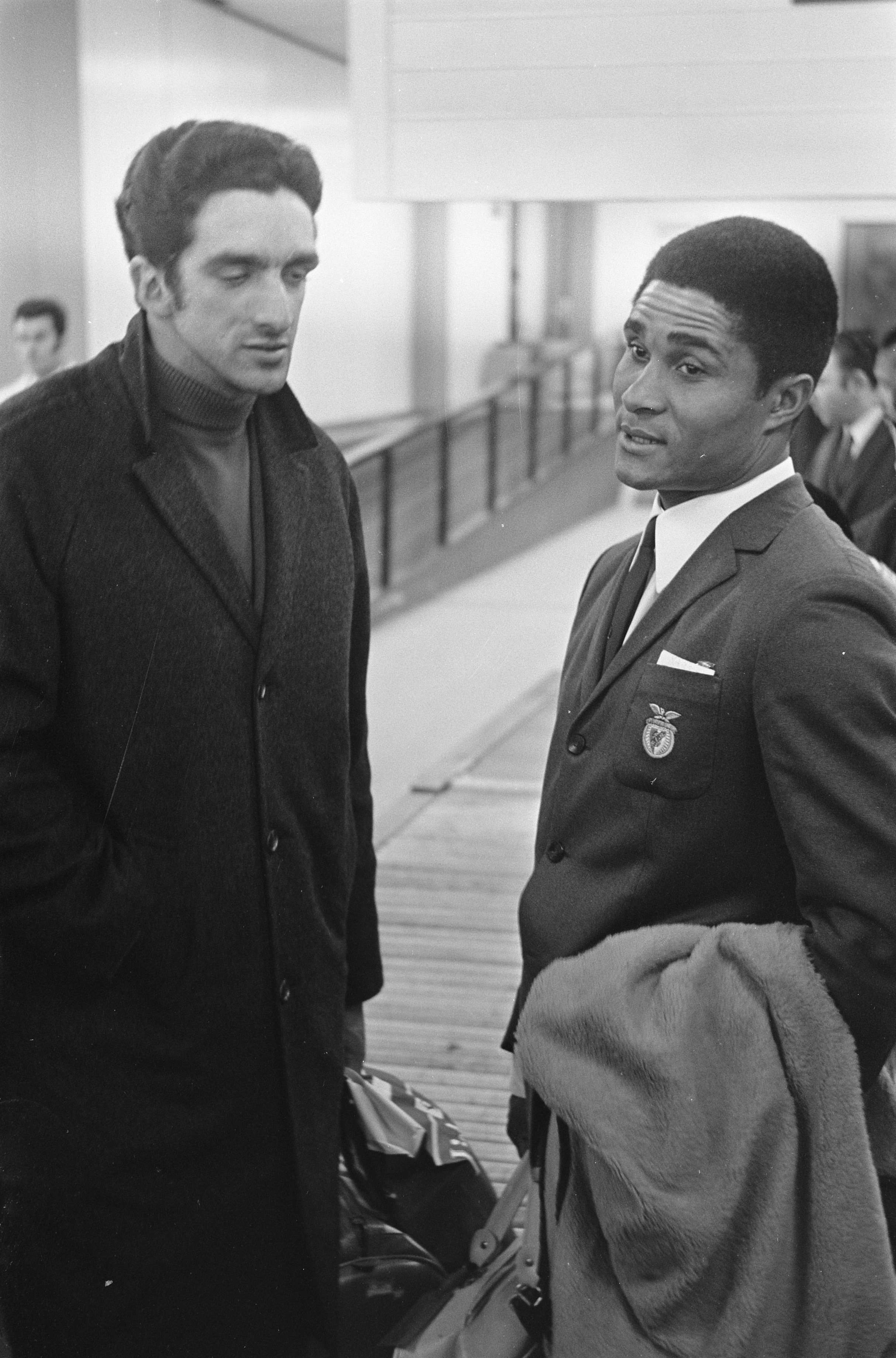
José Augusto Torres i Eusébio.

- Taça de Honra (3)